# چاکیت لاپتراکول
چاکیت لاپتراکول (تایلندی: จักรกฤษ ลาภตระกูล؛ زادهٔ ۲ دسامبر ۱۹۹۴) بازیکن فوتبال اهل تایلند است.
وی همچنین در تیم ملی فوتبال تایلند بازی کرده‌است.